# Sellero
Sellero là một đô thị trong tỉnh tỉnh Brescia thuộc vùng Lombardia, Ý. Đô thị này có diện tích 13 km², dân số 1475 người. Các đơn vị dân cư trực thuộc là: Các đô thị giáp ranh gồm: Berzo Demo, Capo di Ponte, Cedegolo, Paisco Loveno.